# Embraer 121 Xingu
Embraer 121 Xingu – to wielozadaniowy samolot brazylijskiej firmy Embraer. Samolot odbył pierwszy lot 10 października 1976 roku. Embraer 121 nie odniósł rynkowego sukcesu gdyż latał jedynie we Francji i Brazylii.

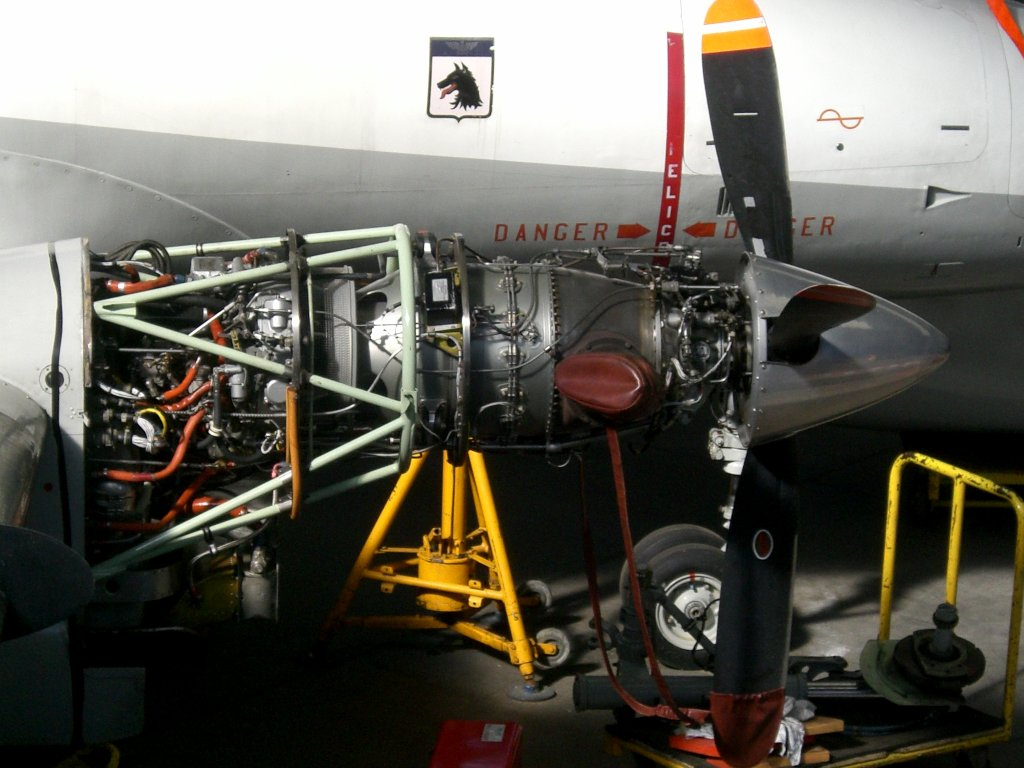